# Automata di Jaquet-Droz

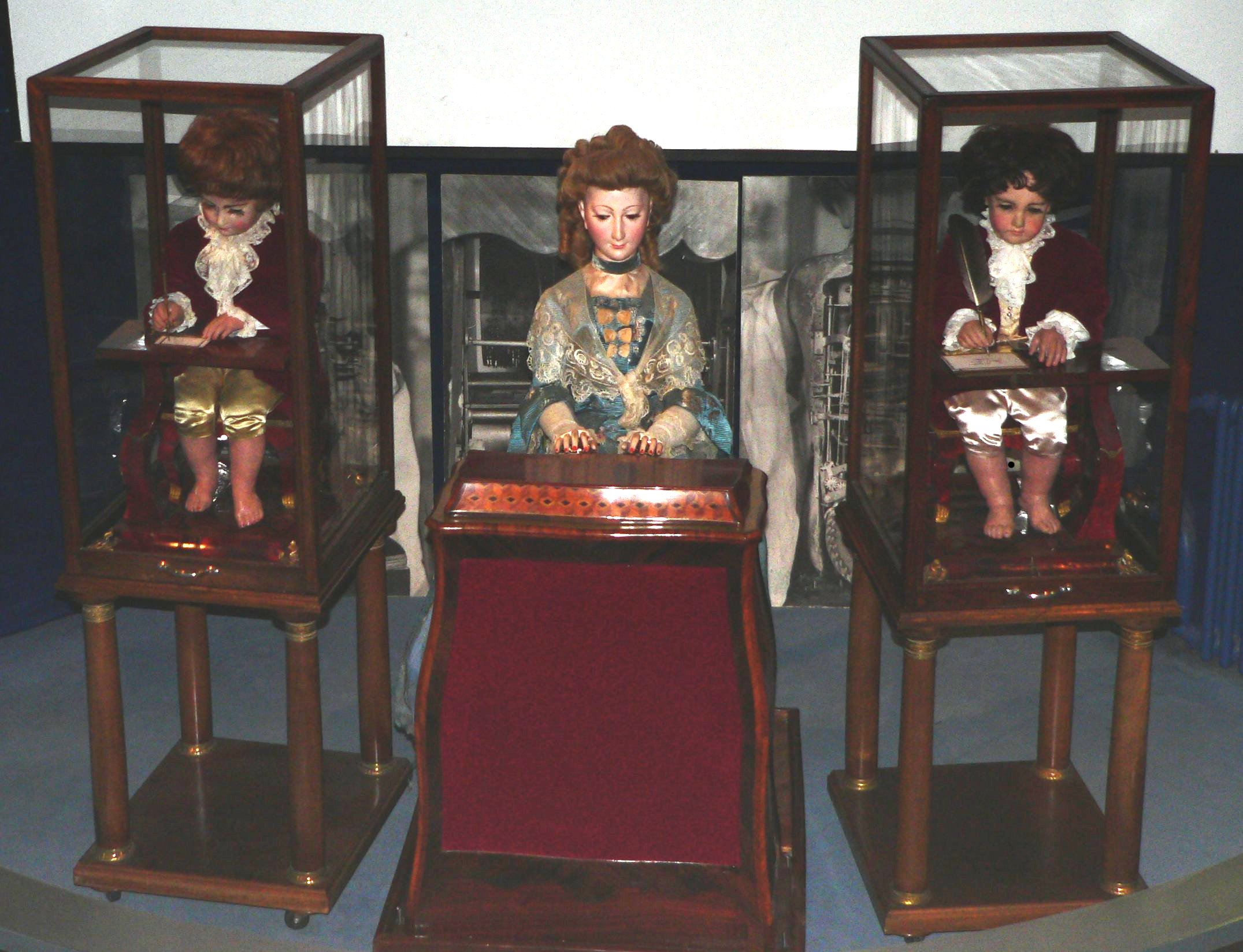
I tre automata

Il termine automata di Jaquet-Droz, oltre ai numerosi automi costruiti dalla famiglia Jaquet-Droz, fa riferimento a tre bambole-automa costruite fra 1768 e il 1774 da Pierre Jaquet-Droz, suo figlio Henri-Louis e Jean-Frédéric Leschot. Le bambole sono: la musicista, la disegnatrice e la scrittrice. Le bambole sono ancora funzionanti e sono esposte al pubblico nel Musée d'art et d'histoire di Neuchâtel, in Svizzera. Sono considerate tra i remoti antenati dei computer moderni.
Furono progettate e costruite come giocattoli pubblicitari e di intrattenimento, pensati per migliorare le vendite di orologi tra la nobiltà europea nel XVIII secolo.
Dopo essere state perdute, la Società di Storia e Archeologia di Neuchâtel è riuscita ad acquistarle nel 1906, per 75.000 franchi d'oro, e le ha successivamente donate al museo.